# Omega XI
Omega XI – jedenasty węgierskojęzyczny album zespołu Omega, wydany w 1982 na płycie gramofonowej oraz kasecie magnetofonowej, a od 1994 również na płycie kompaktowej. W 2004 wydano wersję bonusową.

## Lista utworów
Album zawiera utwory:
1. Ajánlott útvonal – 3:26
2. Alvajáró – 4:14
3. Kenyér és információ – 4:14
4. Három csendes nap – 4:24
5. Téli vadászat – 3:17
6. Kötéltánc – 3:24
7. Az utolsó óra – 4:49
8. Szemközt a rózsaszínnel – 4:28
9. Elengedett kézzel – 2:32
10. A Hatalom Színháza – 5:56

Bonus (2004):
- 11. Ajánlott útvonal (wersja koncertowa)
- 12. A hatalom színháza (wersja koncertowa)
- 13. Kenyér és információ (wersja koncertowa)
- 14. Kötéltánc (wersja koncertowa)

## Wykonawcy
Twórcami albumu są:
- László Benkő – instrumenty klawiszowe
- Ferenc Debreceni – perkusja
- János Kóbor – wokal
- Tamás Mihály – gitara basowa
- György Molnár – gitara